# 침범
《침범》(Somebody)은 2025년 3월 12일에 개봉 예정인 대한민국의 미스터리, 스릴러 영화이다. 동명의 네이버 웹툰 원작 영화이다.

## 캐스팅

### 주연
- 곽선영 : 이영은 역
- 권유리 : 김민 역
- 이설 : 박해영 역
- 기소유 : 김소현 역

### 조연
- 길해연 : 박정숙 역
- 신동미 : 최현경 역
- 허정도 : 한 팀장 역

## 참고 사항
- 배우들의 뛰어난 연기력이 돋보이는 한국 영화이다.
- 얼굴에 비치는 조명의 색상을 통해 상황을 암시하는 연출이 있다.